# 蘇格蘭國立肖像美術館

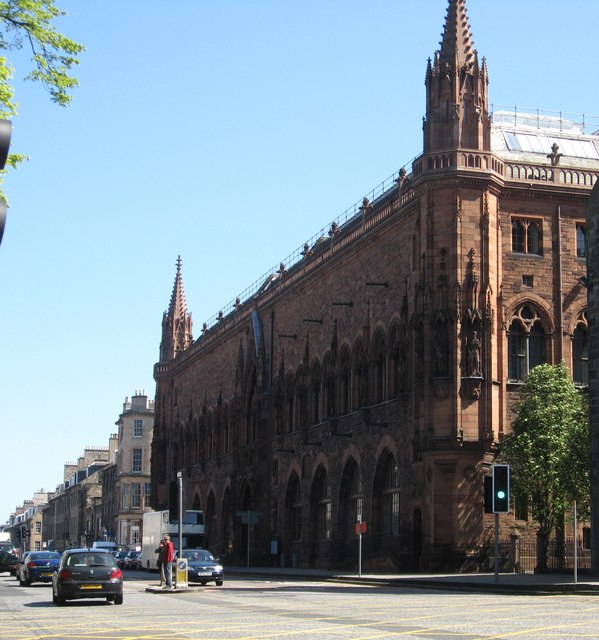
蘇格蘭國立肖像美術館

蘇格蘭國立肖像美術館（Scottish National Portrait Gallery）是蘇格蘭的一座美術館，是蘇格蘭國立美術館之一，位於蘇格蘭愛丁堡女王街。蘇格蘭國立肖像美術館專門收藏肖像畫藝術作品，但並不只包括蘇格蘭人畫家的作品。此外蘇格蘭國立肖像美術館也收藏有攝影作品。自1889年以來，蘇格蘭國立肖像美術館就一直位於現在的建築內。這座建築是紅砂岩哥特復興式建築，由羅伯特·安德森（Robert Rowand Anderson）設計。建築修建於1885年至1890年期間。2009年4月開始，美術館一度關閉，進入整修。2011年12年1日，美術館再次開放。美術館現在收藏有總計約3000張繪畫和雕塑、25000張印刷品和素描，以及38000張照片。

## 外部連結
- 维基共享资源上的相關多媒體資源：蘇格蘭國立肖像美術館
- 苏格兰国立肖像美术馆官方网站（页面存档备份，存于）

55°57′20″N 3°11′37″W / 55.955511°N 3.193609°W